# Flers (Somme)
Flers település Franciaországban, Somme megyében. Lakosainak száma 194 fő (2022. január 1.). Flers Ginchy, Ligny-Thilloy, Martinpuich, Le Sars, Gueudecourt és Longueval községekkel határos. A város közelében található a Bulls Road katonai temető, amelyben a környéken az első világháborúban elesett nemzetközösségi katonák nyugszanak.

## Népesség
A település népességének változása:
| Lakosok száma | 177  | 182  | 192  | 195  | 197  | 199  | 201  | 198  | 194  |
|               | 2013 | 2015 | 2016 | 2017 | 2018 | 2019 | 2020 | 2021 | 2022 |